# Varzy
Varzy ist eine französische Gemeinde mit 1.066 Einwohnern (Stand: 1. Januar 2022) im Département Nièvre in der Region Bourgogne-Franche-Comté. Sie gehört zum Arrondissement Clamecy und zum Kanton Clamecy.

## Geographie
Varzy liegt etwa 45 Kilometer nordnordöstlich von Nevers. Nachbargemeinden von Varzy sind Courcelles im Norden, Saint-Pierre-du-Mont im Nordosten, Villiers-le-Sec und Cuncy-lès-Varzy im Osten, Parigny-la-Rose im Südosten, Marcy im Süden, Champlemy im Südwesten, Oudan im Westen sowie La Chapelle-Saint-André im Nordwesten.
Die Gemeinde liegt an der Via Lemovicensis, einem der vier historischen „Wege der Jakobspilger in Frankreich“. Hier kreuzen sich die frühere Route nationale 77 (heutige D977) und die Route nationale 151 (heutige D151).

## Bevölkerungsentwicklung
| Jahr                       | 1962 | 1968 | 1975 | 1982 | 1990 | 1999 | 2006 | 2013 | 2020 |
| Einwohner                  | 1465 | 1495 | 1459 | 1475 | 1455 | 1303 | 1358 | 1264 | 1053 |
| Quellen: Cassini und INSEE |      |      |      |      |      |      |      |      |      |

## Sehenswürdigkeiten
- Kirche Saint-Pierre aus dem 13. Jahrhundert, seit 1862 Monument historique
- Kapelle Saint-Lazare, ehemaliges Leprosorium, Anfang des 13. Jahrhunderts errichtet, Monument historique seit 1931
- Reste der Stiftskirche Sainte-Eugenie, ursprünglich wohl aus dem 5. Jahrhundert, im 10. Jahrhundert wieder errichtet, in der Zeit der Französischen Revolution zerstört
- Schloss Varzy
- Ägyptologisches Museum Auguste Grasset

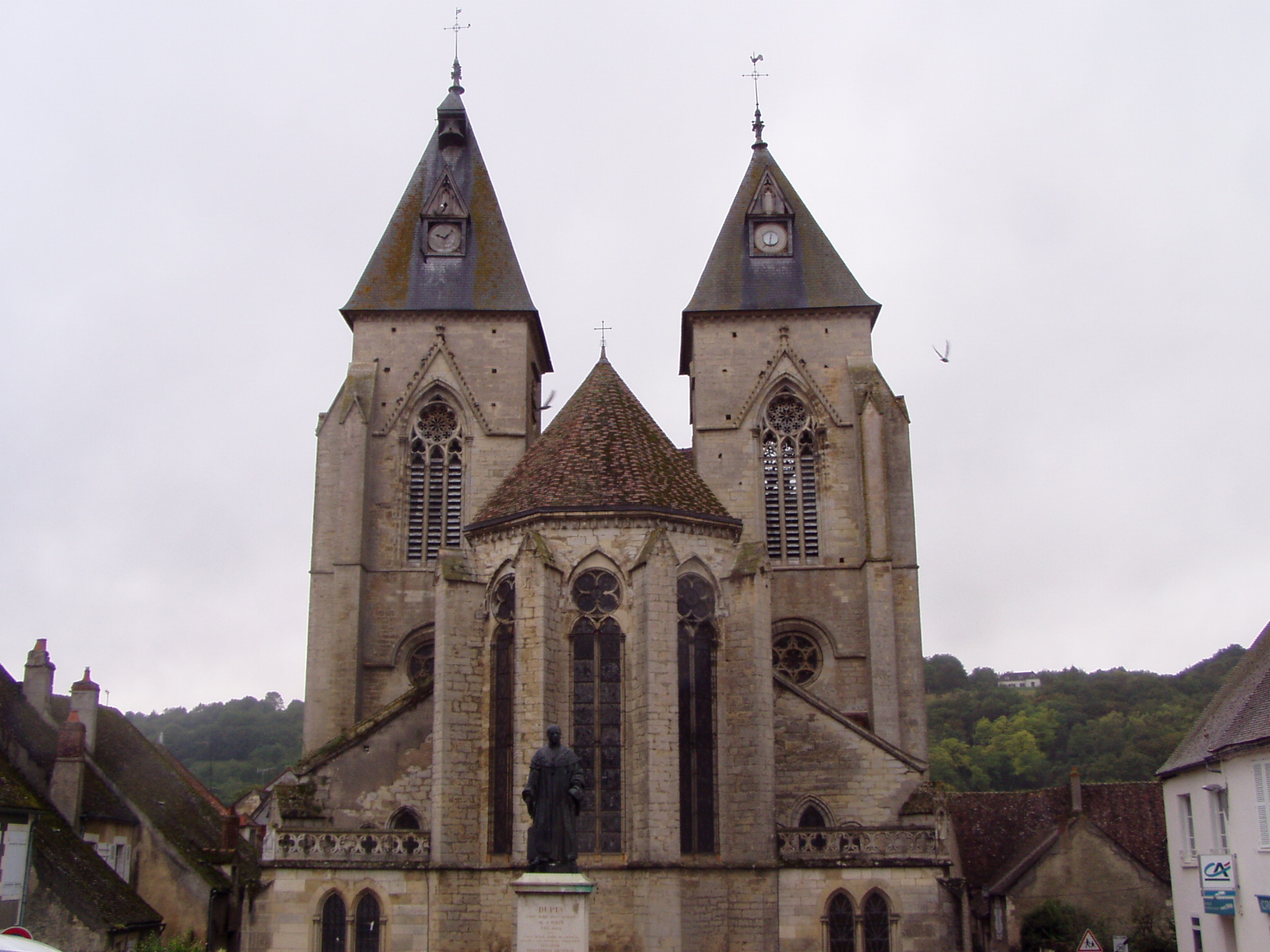
Kirche Saint-Pierre
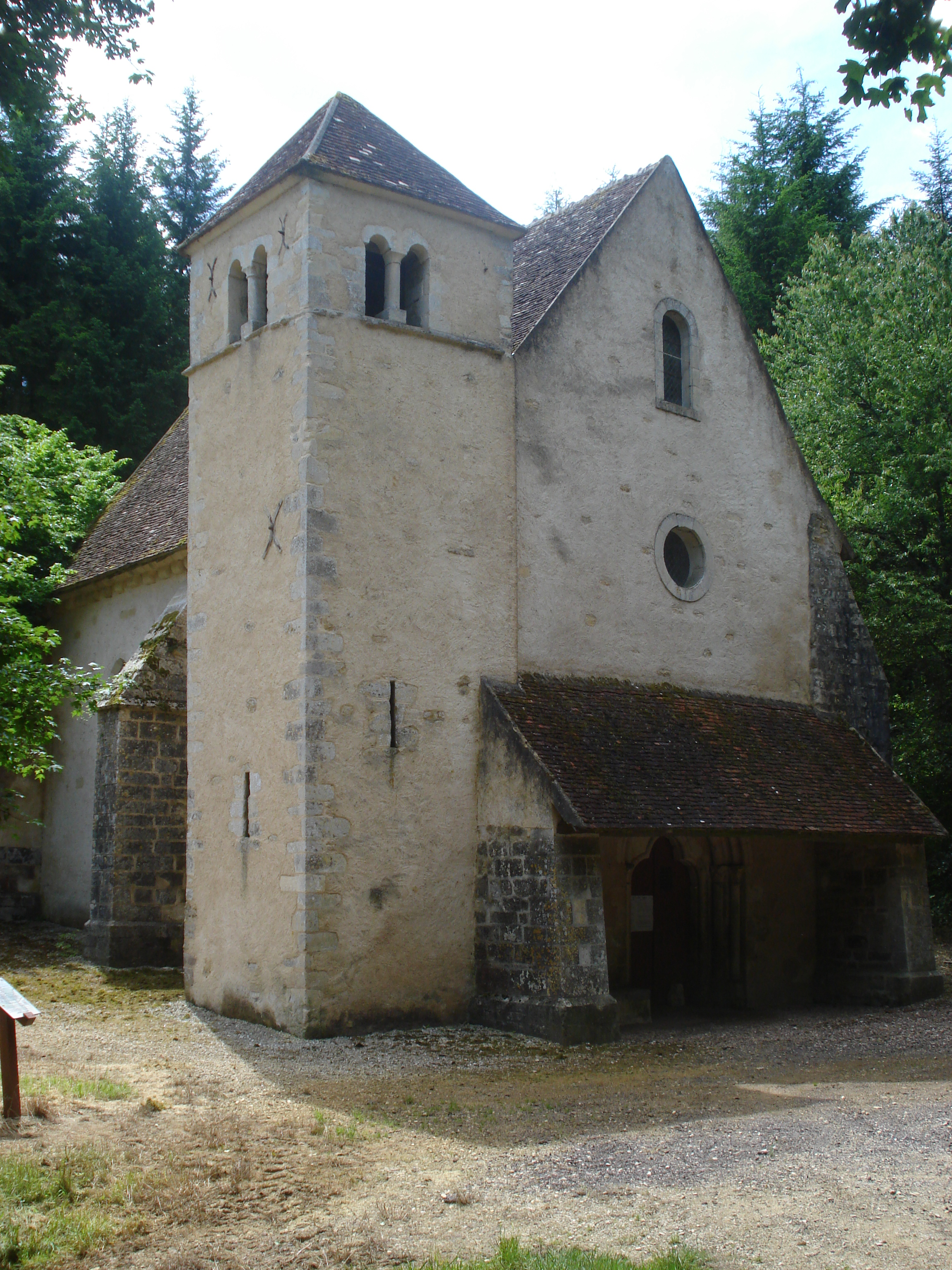
Kapelle Saint-Lazare
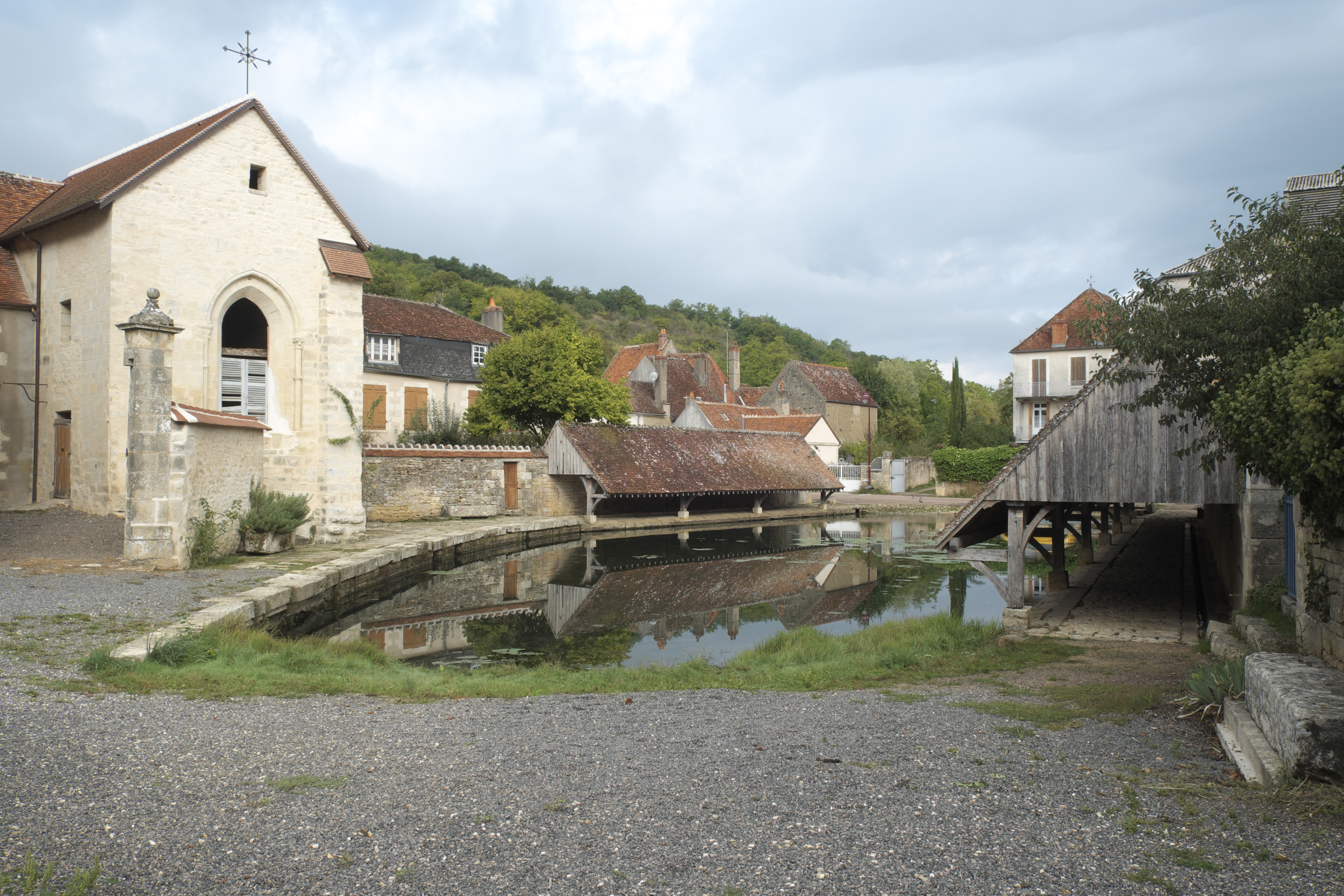
Reste der Kirche Sainte-Eugenie
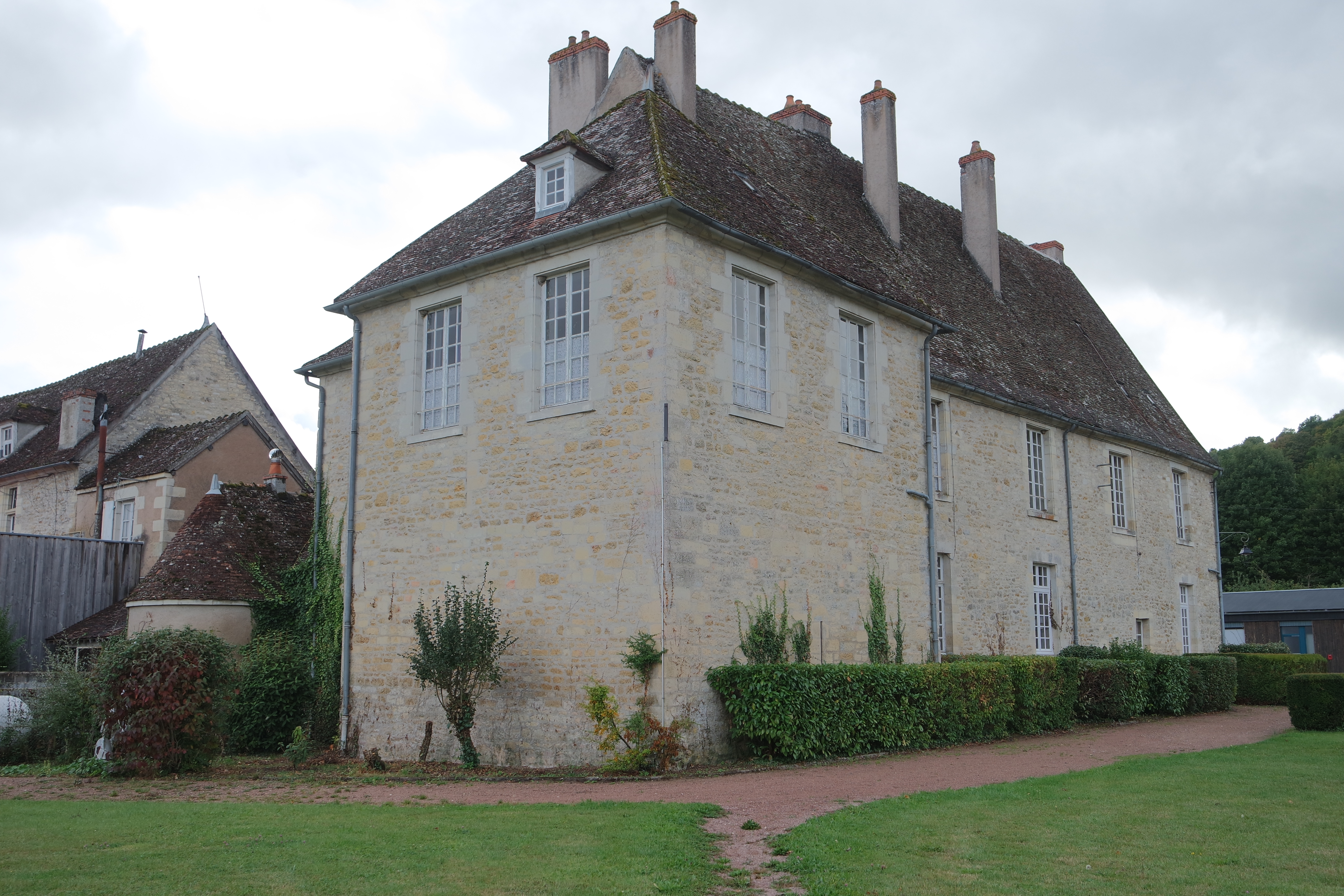
Schloss
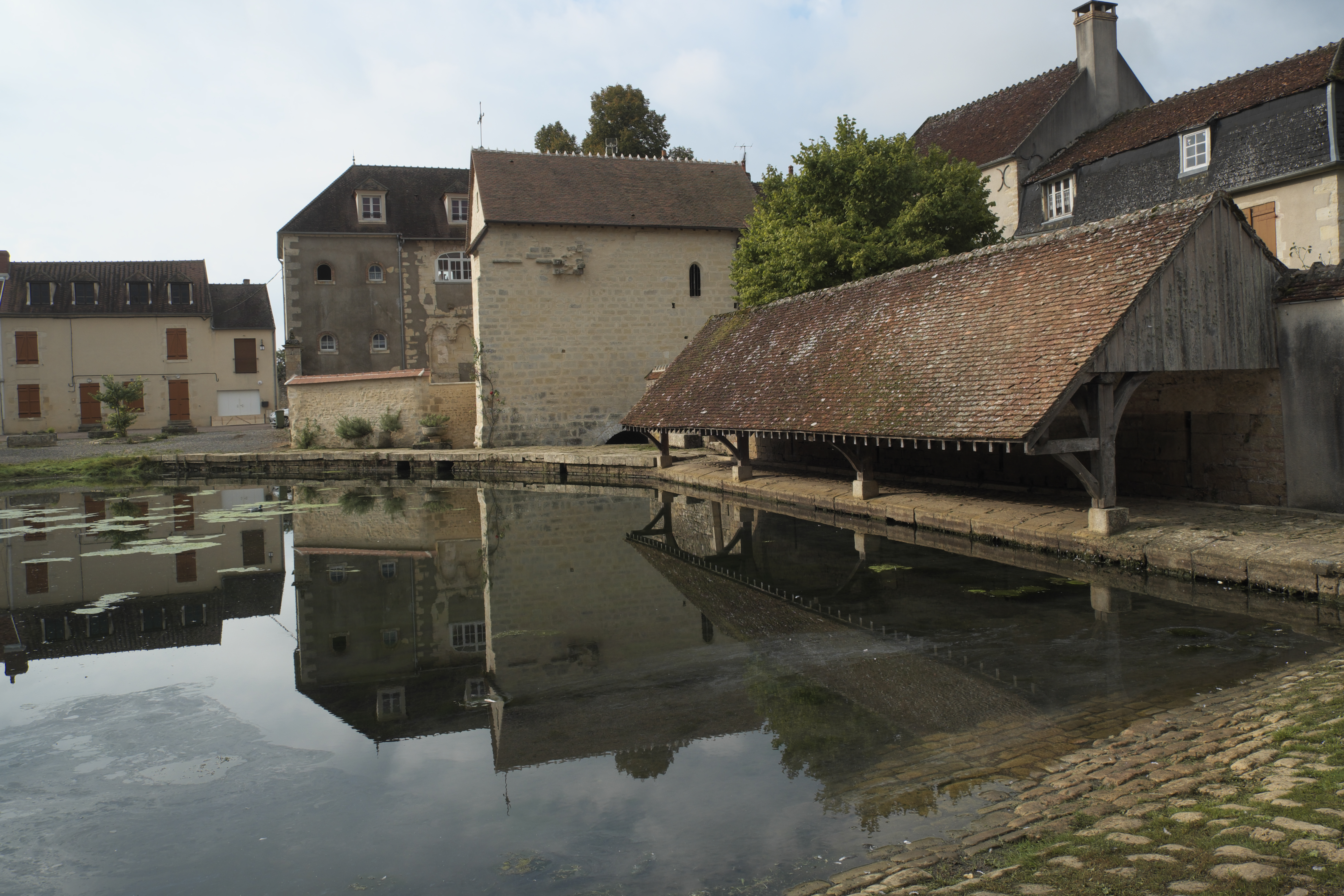
Ehemaliges öffentliches Waschhaus

## Persönlichkeiten
- Jean de Varzy († 1278), französischer Theologe und Dominikaner
- Alban Chambon (1847–1928), Architekt
- André Dupin (1783–1865), Politiker, Präsident der Nationalversammlung (1832–1839; 1849–1851)
- Charles Dupin (1784–1873), Ingenieur und Mathematiker
- Claude Alphonse Delangle (1797–1869), Politiker (Innenminister 1858/1859, Justizminister 1859–1863)
- Émile Joseph-Rignault (1874–1962), Maler, Kunstsammler und Mäzen